# Lianne Sanderson
Lianne Joan Sanderson (* 3. Februar 1988 in Watford) ist eine englische Fußballspielerin.

## Vereinskarriere
Sanderson trat 1997 dem Arsenal LFC bei und spielte in den Jugendmannschaften. 2003 absolvierte sie ihr erstes Spiel in der ersten Mannschaft und erkämpfte sich einen Stammplatz. Gleich in der ersten Saison wurde sie englischer Meister und Pokalsieger. Im FA-Women’s-Cup-Finale 2006 erzielte sie das Tor zum 5:0-Endstand wurde zur „Spielerin des Spiels“ gewählt. 2007 gewann sie mit ihrer Mannschaft den UEFA Women’s Cup.
Anfang Juli 2008 wechselte sie gemeinsam mit ihrer Nationalmannschaftskollegin Anita Asante vom Arsenal LFC zum FC Chelsea Ladies.
Ab der WPS-Saison 2010 spielte Sanderson bei Philadelphia Independence in den USA. Dafür sagte sie die Teilnahme an der ab 2011 beginnenden FA Women’s Super League ab. Am 26. August 2011 kehrte sie nach Europa zurück und unterschrieb für den Superliga de fútbol femenino de España Verein Espanyol Barcelona einen Zweijahresvertrag. Am 12. Mai 2012 verließ sie Spanien und kehrte nach Washington zurück, wo sie beim W-League-Verein D.C. United Women unterschrieb. Dort spielte sie mit Joanna Lohman in einem Team, die mit ihr gemeinsam Barcelona Richtung Washington verließ. In der Saison 2013 spielte sie für die Boston Breakers in der neugegründeten NWSL, ehe sie im September 2013 ihren leihweisen Wechsel zum zyprischen Erstligisten und Champions-League-Teilnehmer Apollon Limassol bekanntgab. Zur Saison 2014 kehrte sie nach Boston zurück. Nach einer erneuten Ausleihe nach Limassol im Herbst 2014 wechselte sie zur Saison 2015 der FA WSL zurück zum Arsenal LFC. Bereits im August 2015 kehrte Sanderson in die NWSL zurück und schloss sich dem Portland Thorns FC an. Nach Saisonende wechselte sie erneut bis Anfang 2016 zu Apollon Limassol. Nach ihrer Rückkehr in die Vereinigten Staaten schloss sich Sanderson dem Liganeuling Orlando Pride an. Nach acht Einsätzen für Orlando wechselte Sanderson im Juni 2016 weiter zur Franchise der Western New York Flash, mit denen sie die NWSL-Meisterschaft gewann.
In der Saison 2018/19 stand Sanderson in Italien bei Juventus Turin unter Vertrag und gewann mit dem Team sowohl die Italienische Meisterschaft als auch den Italienischen Pokal.

## Nationalmannschaft
Nachdem sie alle Jugendnationalmannschaften durchlaufen hatte, debütierte sie am 3. Mai 2006 beim EM-Qualifikationsspiel gegen Ungarn in der englischen Fußballnationalmannschaft. Ihr erstes Länderspieltor erzielte die damals 19-jährige am 13. Mai 2007 gegen Nordirland.
Mit der Nationalmannschaft nahm Sanderson an Fußball-Weltmeisterschaft der Frauen 2007 und an der Fußball-Europameisterschaft der Frauen 2009 teil. Bei der EM wurde Sanderson mit der Mannschaft Vize-Europameister. Am 16. August 2010 trat sie nach Unstimmigkeiten mit Hope Powell aus der Nationalmannschaft zurück und kehrte erst im Januar 2014 unter dem neuen Nationaltrainer Mark Sampson zurück.

## Fußballschule
Im Dezember 2011 gründete sie mit ihrer damaligen Lebensgefährtin Joanna Lohman die JoLi Academy in Indien, eine Fußballschule für Mädchen aus den Slums von Neu-Delhi und Mumbai.

## Erfolge
- UEFA-Women’s-Cup-Siegerin: 20067/07
- Englische Meisterin: 2004, 2005, 2006
- Englische Pokalsiegerin: 2004, 2006
- Englische Ligapokalsiegerin: 2005
- Charity-Shield-Sieger: 2005, 2006
- NWSL-Meisterin: 2016
- Italienische Meisterin: 2018/19
- Italienische Pokalsiegerin: 2018/19